# Echinophora spinosa
Echinophora spinosa är en flockblommig växtart som beskrevs av Carl von Linné. Echinophora spinosa ingår i släktet Echinophora och familjen flockblommiga växter. Inga underarter finns listade i Catalogue of Life.

## Bildgalleri

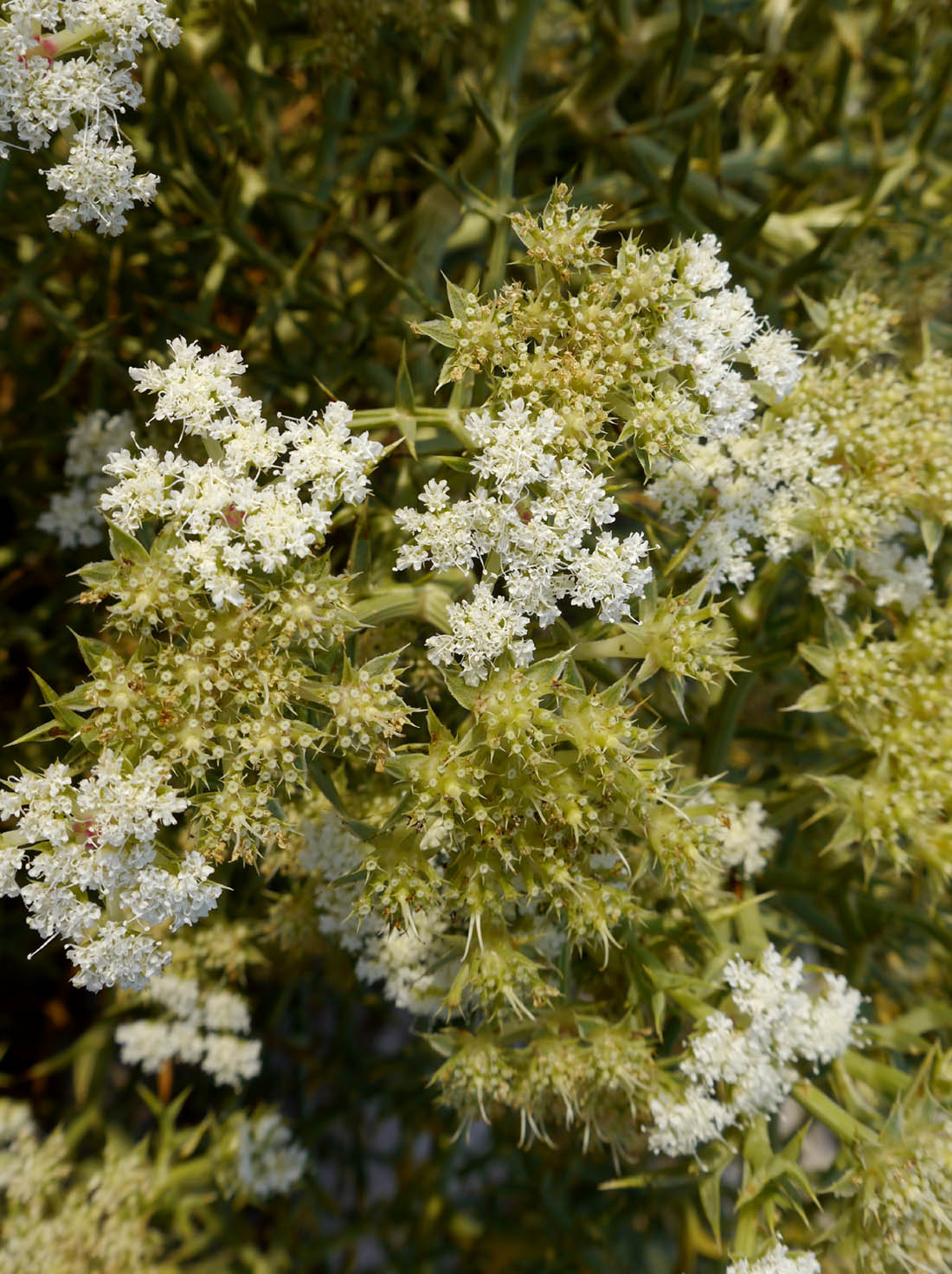
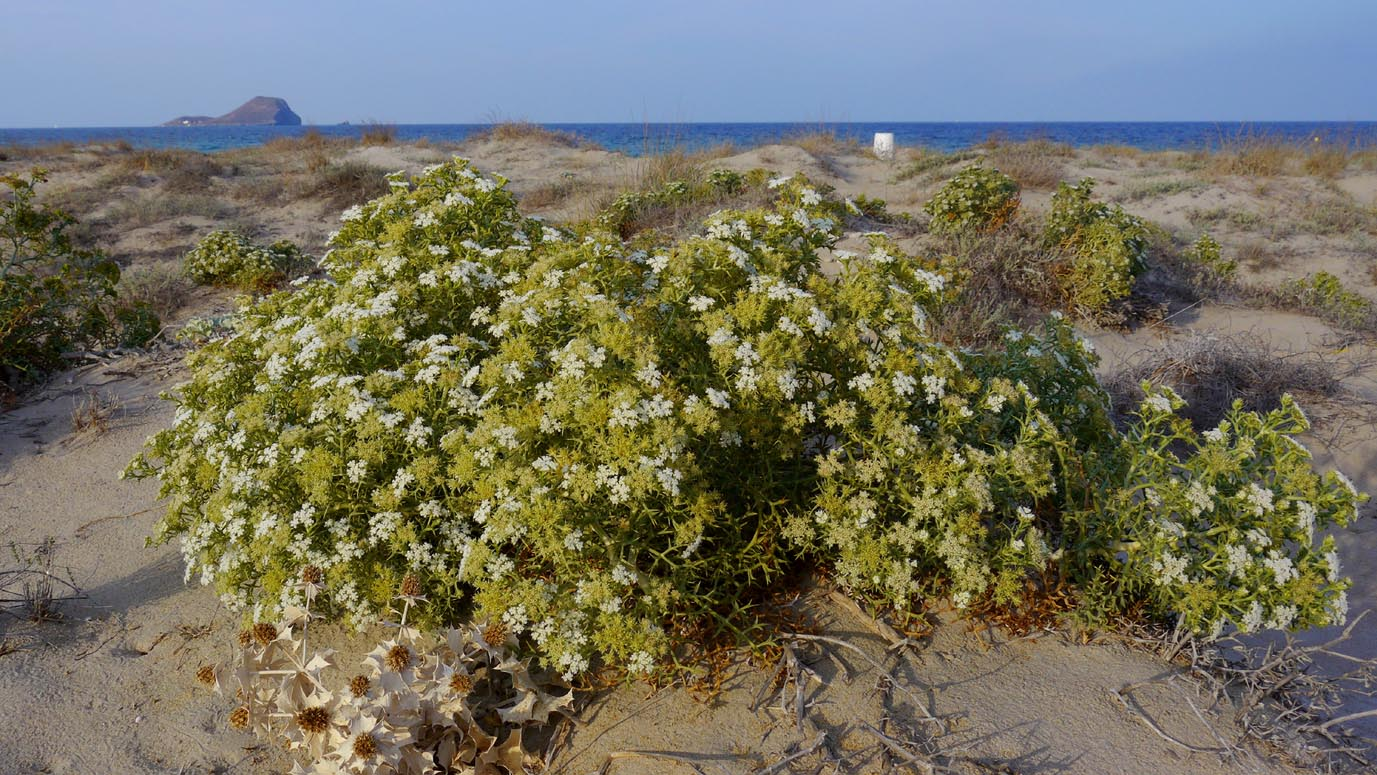
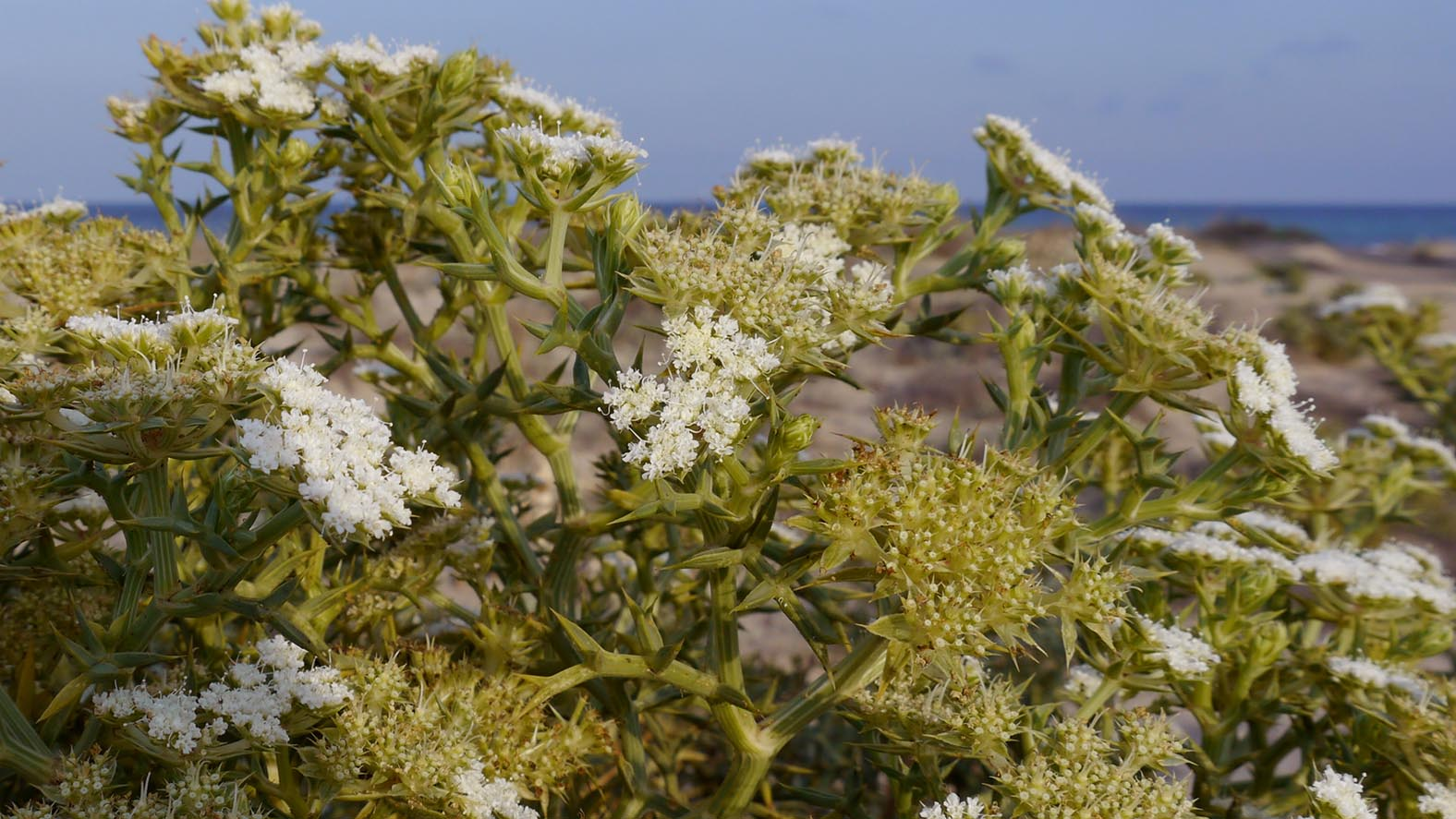
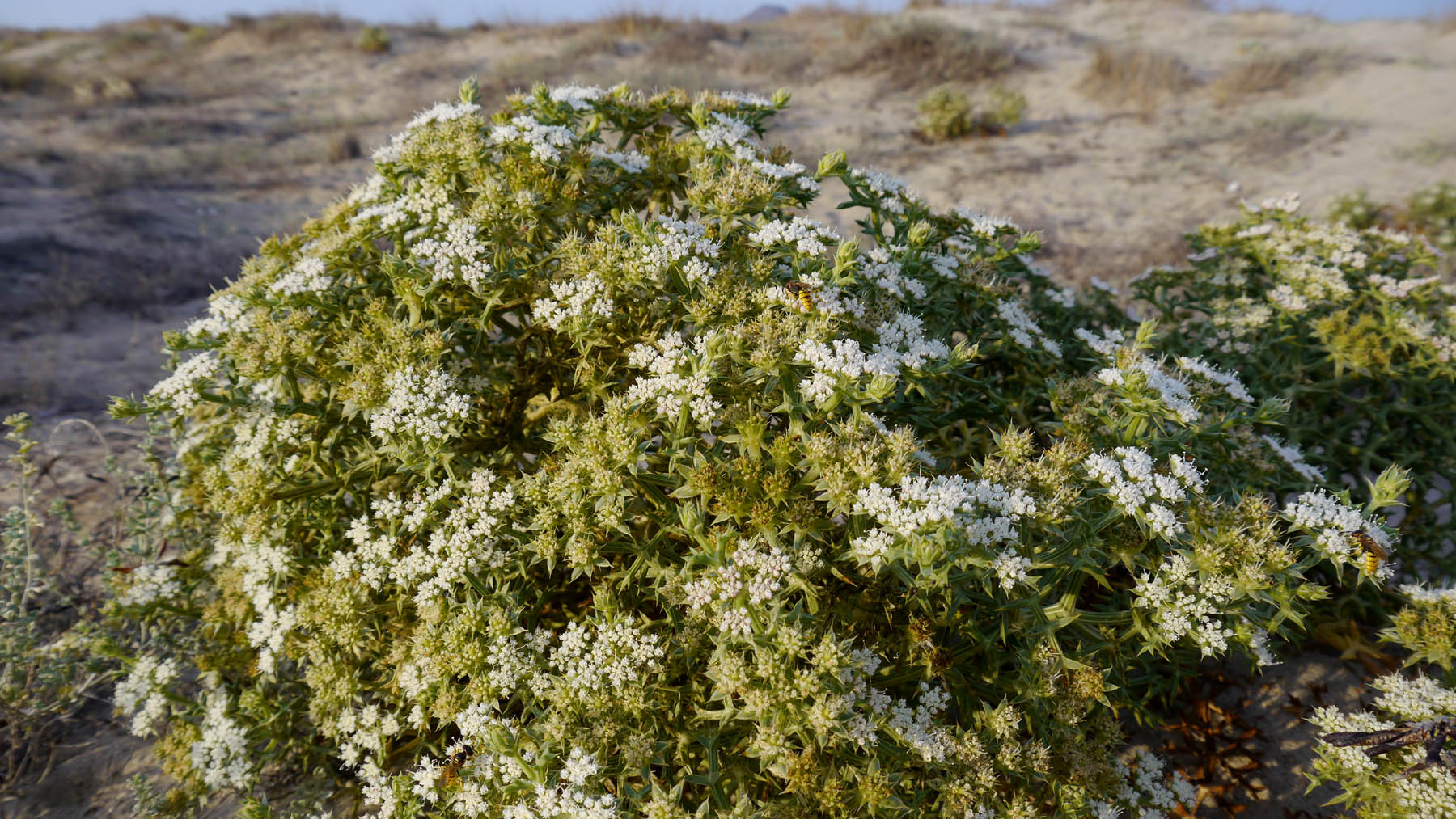
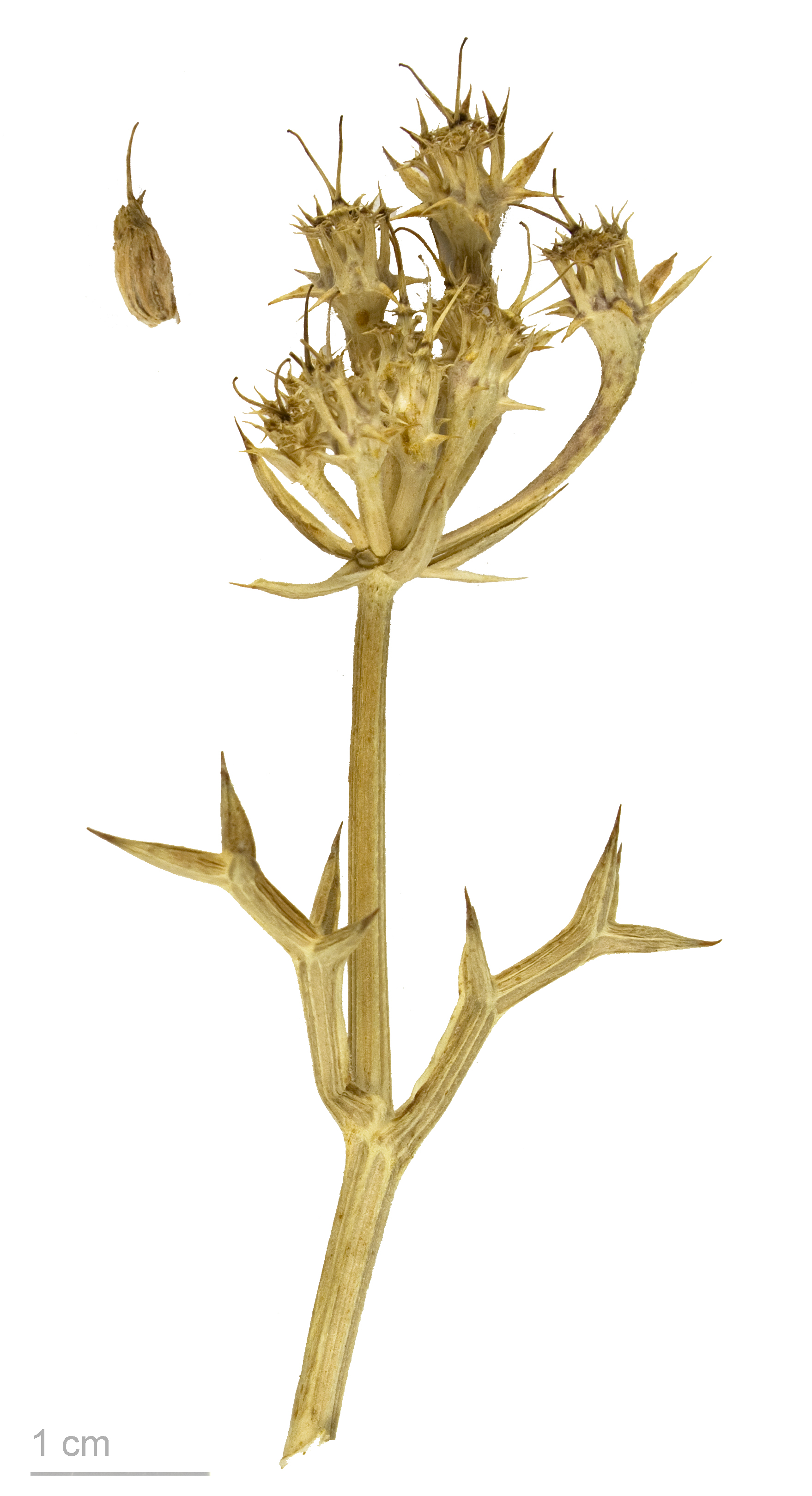
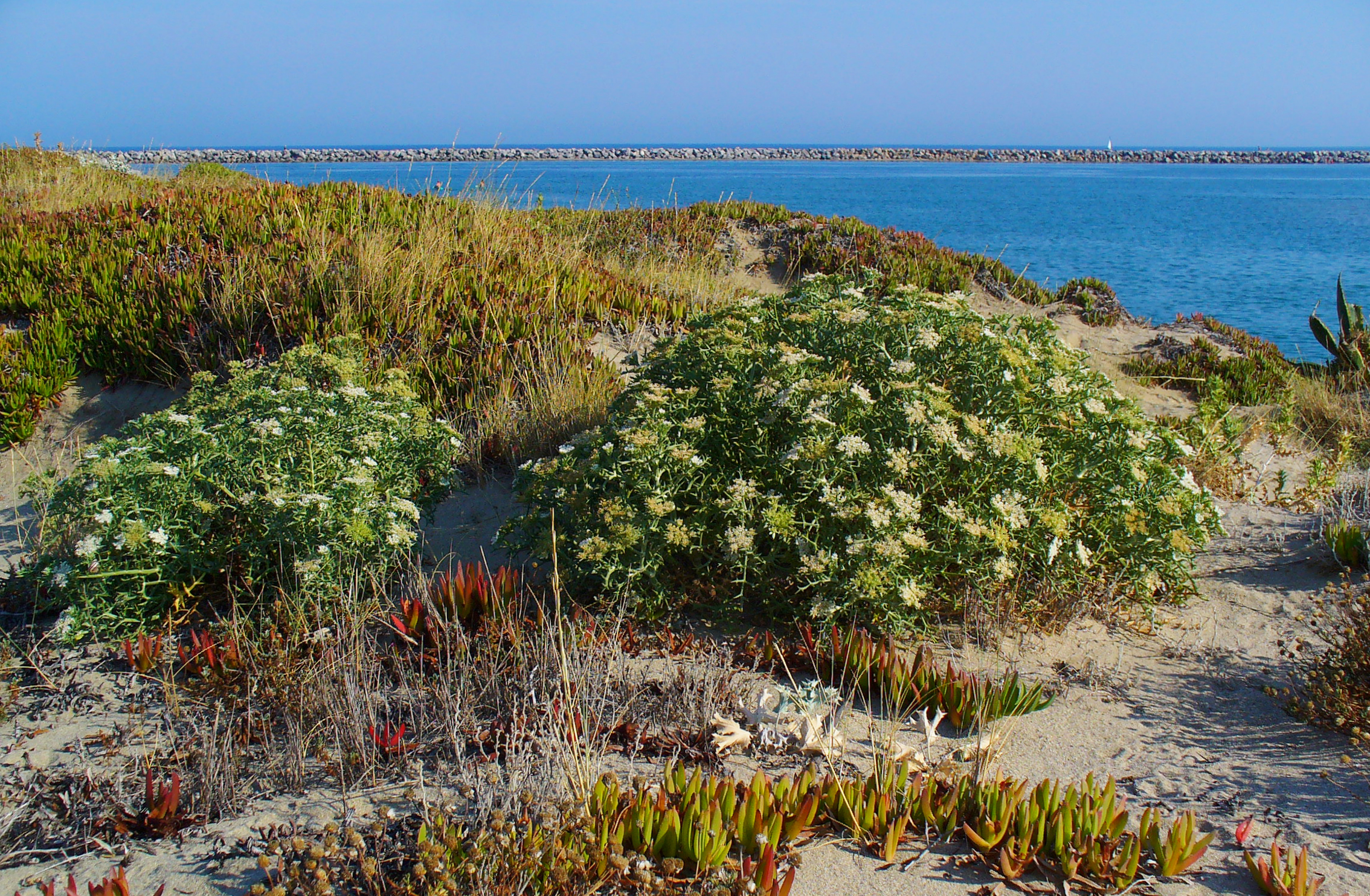
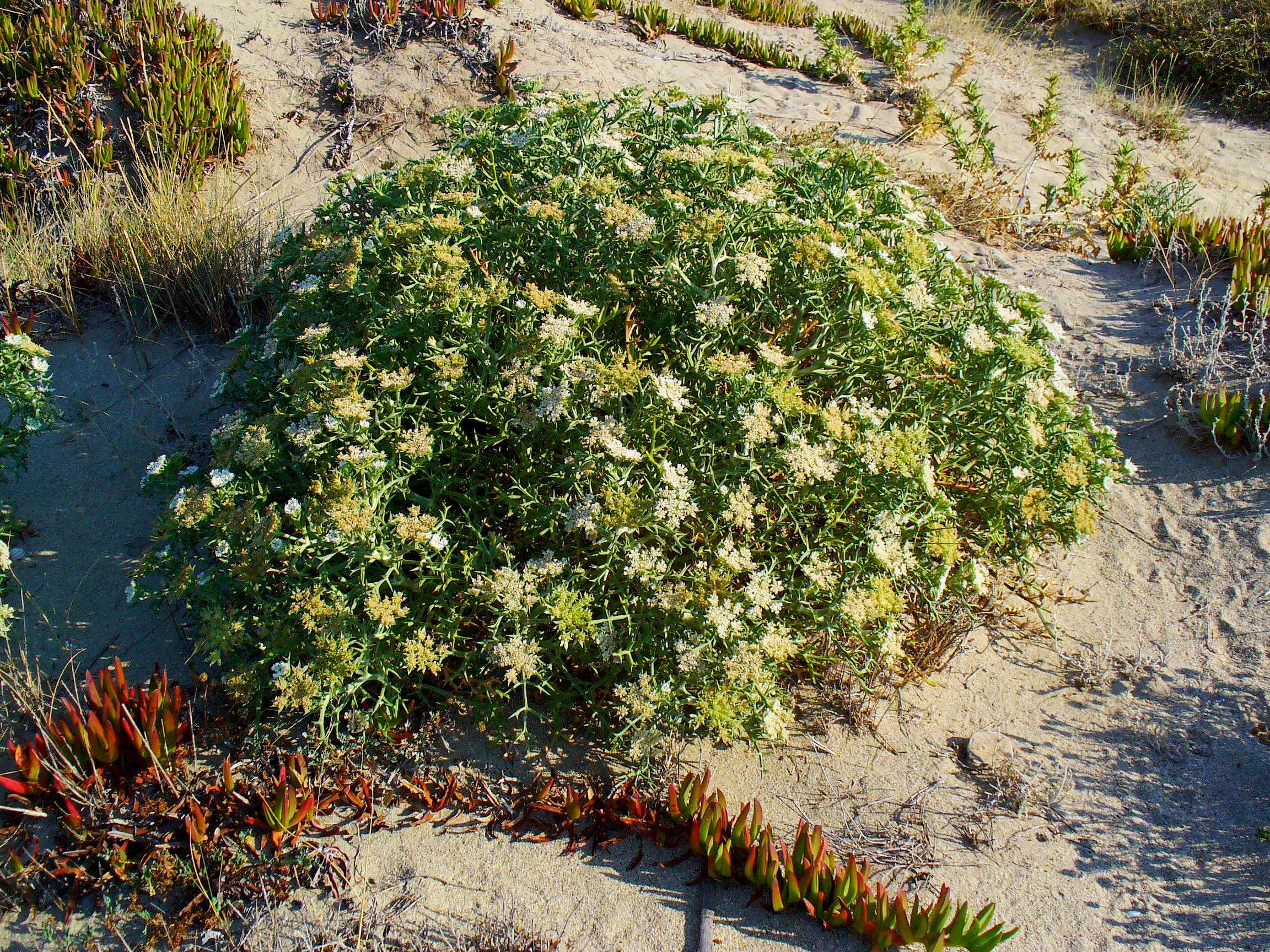
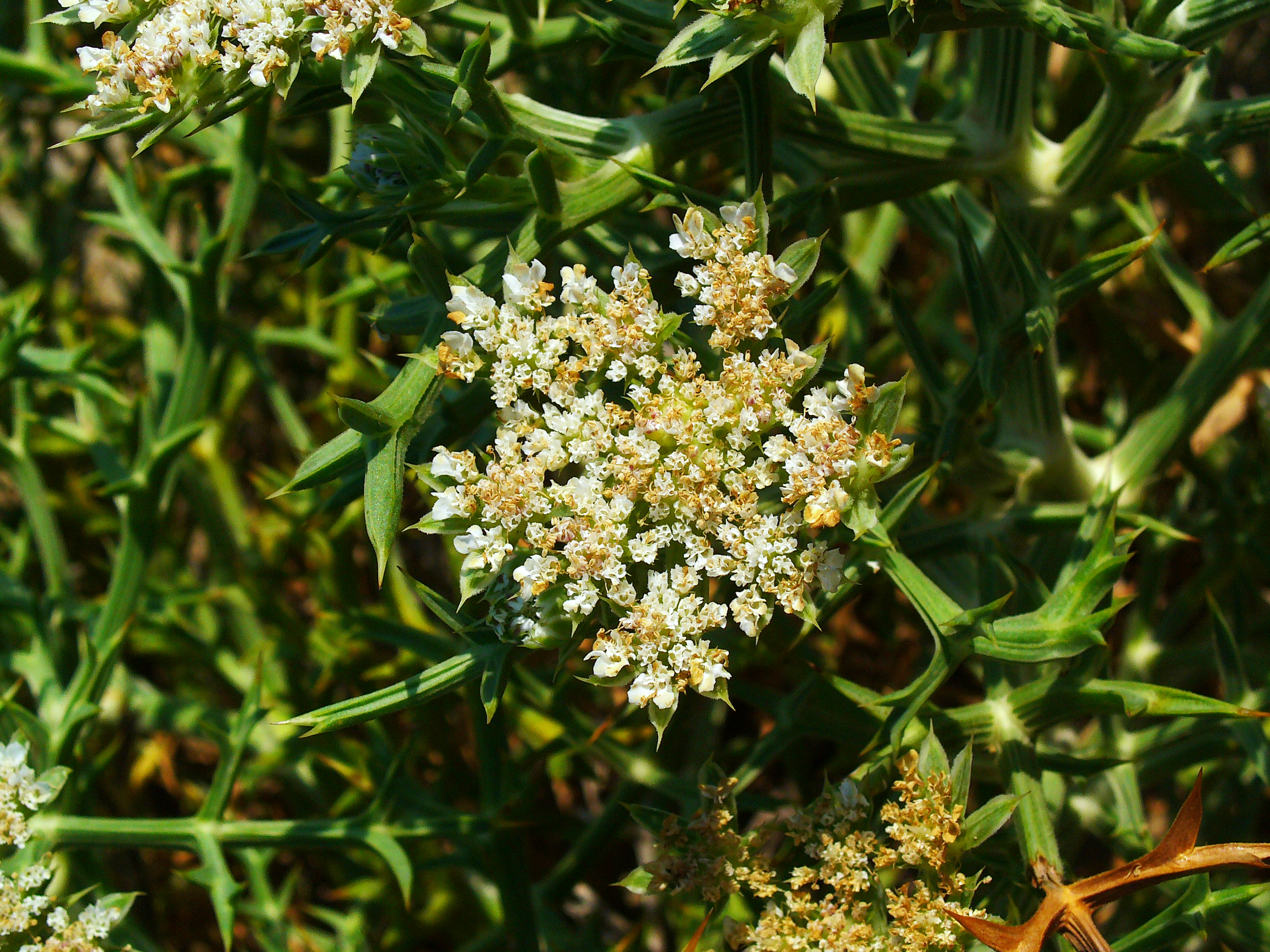